# Giovanni da Castrovillari
Giovanni Cozza (Castrovillari, 1480 – San Lucido, 16 aprile 1530) è stato un francescano italiano appartenente ai Minori francescani.

## Biografia
Nacque a Castrovillari nell'anno 1480 da Francesco Cozza e Anna.
Fin dalla giovane età, i genitori lo indirizzarono verso la vita monastica. Entrò nell'Ordine dei frati minori osservanti, distinguendosi per la sua profonda spiritualità e dedizione alla preghiera e alla penitenza. Per umiltà rimase   diacono.
Trascorse gli ultimi anni della sua vita nel Monastero di Santa Maria del Monte Persano a San Lucido, in provincia di Cosenza, dove morì il 16 aprile 1530. 

## Culto
Il martirolgio francescano lo menziona alla data del 16 aprile.
Il corpo mummificato del Beato si conserva nella Chiesa di San Francesco d'Assisi a Cosenza.